# ادمون ستانيسلاس أوبري
ادمون ستانيسلاس أوبري هو سياسي كندي، ولد في 29 يوليو 1860، وتوفي في 19 أكتوبر 1936.